# Western Sahara Resource Watch
Western Sahara Resource Watch (WSRW) is een internationale netwerkorganisatie, opgericht in 2004 om het volk van de Westelijke Sahara te steunen in de strijd voor het recht op zelfbeschikking.
De WSRW bestaat uit organisaties en individuen uit een 40-tal landen, die samen onderzoek verrichten naar en campagne voeren rond buitenlandse bedrijven die zonder toestemming van de oorspronkelijke bevolking de natuurlijke rijkdommen in de Westelijke Sahara gebruiken.
De Westelijke Sahara wordt voor een groot deel bezet door Marokko dat de oorspronkelijke bevolking grotendeels heeft verjaagd nadat Spanje het gebied in 1976 heeft verlaten. De exploitatie van de natuurlijke rijkdommen door de Marokkaanse overheid, die samenwerkt met buitenlandse bedrijven en overheden, is ethisch niet verantwoord en heeft geen grondslag in het volkenrecht.
Volgens een juridisch advies van de VN (2002) is onderzoek naar en het gebruik van de natuurlijke rijkdommen in het bezette deel van de Westelijke Sahara een schending van het internationaal recht als het gebeurt tegen de wens van de oorspronkelijke bevolking. De WSRW wil dit aspect van het internationale recht onder de aandacht te brengen van internationale bedrijven en bepleit dat deze buitenlandse bedrijven en overheden het juridische advies van de VN ter harte nemen en toestemming vragen aan de vertegenwoordiging van de oorspronkelijke bevolking of weg blijven uit het gebied tot een oplossing voor het conflict is gevonden.
De WSRW houdt zich bezig met de internationale fosfaat-, olie- en visserij industrie in de Westelijke Sahara. Sinds 2006 voert de WSRW een campagne onder de titel "Fish Elsewhere" opdat de EU niet langer Marokkaanse visvergunningen aanschaft om te mogen vissen in de kustgebieden langs de Westelijke Sahara. Verschillende firma’s hebben hun activiteiten in de Westelijke Sahara stopgezet ten gevolge van internationale WSRW campagnes.